# Dzjengal
Dzjengal (bulgariska: Дженгал) är ett berg i Bulgarien.   Det ligger i regionen Blagoevgrad, i den sydvästra delen av landet, 110 km söder om huvudstaden Sofia. Toppen på Dzjengal är 2 547 meter över havet. Dzjengal ingår i Pirin.
Terrängen runt Dzjengal är bergig åt sydost, men åt nordväst är den kuperad. Närmaste större samhälle är Bansko, 15,4 km norr om Dzjengal. 
Trakten runt Dzjengal består i huvudsak av gräsmarker. Runt Dzjengal är det ganska tätbefolkat, med 70 invånare per kvadratkilometer.